# Chiesa di Santa Maria Vecchia
La chiesa di Santa Maria Vecchia è una chiesa, oggi sconsacrata, del centro di Abbiategrasso: si tratta del più antico luogo di culto costruito nella città.

## Storia
Venne istituita intorno all'anno Mille e nel quindicesimo secolo vi viene annesso un monastero benedettino femminile: ciò porta, nel 1595, a invertire l'orientamento dell'edificio, per permettere alle monache di frequentare la Messa senza uscire dal monastero. Le modifiche portano alla creazione di un'ala della chiesa aperta al pubblico e ad una nicchia separata per le monache, che oggi non è più esistente.
Ad oggi è di proprietà privata e ha al suo interno una palestra, uno studio tecnico e delle abitazioni.